# Lymeon nigriceps
Lymeon nigriceps là một loài tò vò trong họ Ichneumonidae.